# اوکراینکا (شهرستان سریشفسکی، استان آمور)
اوکراینکا (به لاتین: Ukrainka) یک منطقهٔ مسکونی در روسیه است که در استان آمور واقع شده‌است.